# Mark 24 FIDO

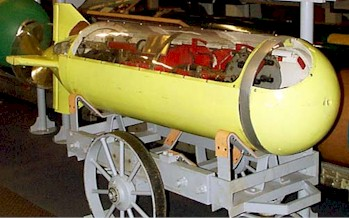

Mark 24 FIDO (англ. FIDO — Фидо), также известная как Mark 24 Mine — первая противолодочная самонаводящаяся акустическая торпеда, разработанная в США и применённая в годы Второй мировой войны. Предназначалась для применения с патрульных бомбардировщиков против подводных лодок противника. По соображениям секретности официально обозначалась как мина, но в действительности являлась малогабаритной торпедой. Послужила основой всех современных авиационных противолодочных торпед.

## История
ВМФ США начали работы над акустическими самонаводящимися противолодочными торпедами с осени 1941 года (для сравнения, аналогичные работы ВМФ Германии начали ещё в 1933 году). Работы велись компанией Bell Telephone, уже имевшей опыт работы с гидрофонами, совместно с Гарвардской лабораторией подводной акустики (HUSL) и Western Electric Company. Проект был официально начат в декабре 1941 года.
После вступления США во Вторую мировую войну и начала Германией неограниченной подводной войны работы над торпедой получили высший приоритет. В декабре 1942 года прототип торпеды, изготовленный на базе укороченного корпуса обычной морской торпеды, был представлен на испытания.
Уже в марте 1943 года ВМФ США получил первые образцы самонаводящихся торпед. Изначально предполагалось заказать порядка 10000 торпед, но ввиду продемонстрированной ими высокой эффективности было решено, что такое количество будет избыточно. Всего было изготовлено 4000 торпед.

## Конструкция

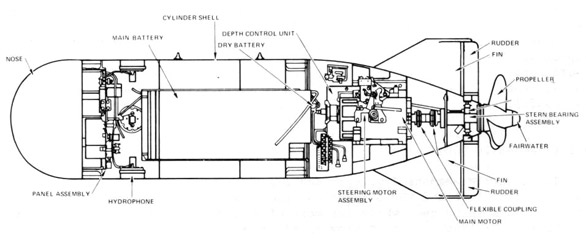
Схема торпеды Mark 24 FIDO

Конструктивно FIDO была очень маленькой (213 см длиной) и лёгкой торпедой, оснащенной электрическим приводом. Она имела короткий цилиндрический корпус, приводимый в движение единственным винтом. Управление осуществлялось при помощи крестовидных кормовых рулей. Максимальная скорость торпеды составляла порядка 12 узлов, заряда батарей хватало примерно на 12 мин работы, что давало эффективный радиус действия в 3700 м.
Торпеда была оснащена пассивной акустической системой самонаведения. Расположенные в её носовой части 4 кристаллических гидрофона регистрировали сигнал в 24 кГц, производимый винтами движущейся подводной лодки, и направляли торпеду прямо к источнику наибольшего шума.
Боевая часть торпеды была оснащена зарядом из 41,7 кг торпекса.
Торпеда сбрасывалась с патрульного самолёта по предполагаемым координатам расположения субмарины. Попав в воду, торпеда начинала автоматически выписывать круги до тех пор, пока её система самонаведения не регистрировала сигнал, достигающий пороговой частоты; затем торпеда двигалась прямо к цели. Первоначально поисковая глубина торпед составляла 15 м, позже она была увеличена до 45 м. Во избежание случайного поражения охраняемых кораблей торпеда не могла всплывать выше 12 м.

### ТТХ
- Диаметр: 46 см
- Длина: 2,13 м
- Масса: 308 кг
- Боеголовка: 41,7 кг (торпекс)
- Двигатель: электрический, 5 л. с.
- Винт: 1
- Скорость: 12 узлов
- Дальность: 3700 м
- Система наведения: пассивная акустическая
- Высота сброса: 90 м
- Скорость сброса: 220 км/ч

## Боевое применение
Торпеды FIDO развертывались на патрульных самолётах в Атлантике с весны 1943 года. 13 мая патрульный бомбардировщик B-24 впервые применил торпеду, сбросив её на германскую подводную лодку U-456. Хотя лодка, заметив патрульный самолёт, немедленно погрузилась, акустическая торпеда навелась на шум её винтов и поразила субмарину, выведя её из строя. Лодка не была уничтожена, но на следующий день затонула от полученных повреждений.
14 мая ещё одна субмарина — U-657 или U-640 — была уничтожена патрульной «Каталиной», открыв официальный боевой счет торпеды.
Всего до конца войны торпеды FIDO были применены 264 раза. Общее количество сброшенных в атаках торпед превысило 300 единиц. В результате этих атак были потоплены 31 немецкая и 6 японских субмарин и повреждены ещё 15 и 3 соответственно, что давало среднюю эффективность торпед примерно в 22 %, в сравнении с 9 % средней эффективности обычных глубинных бомб.

### Таблица сравнительной эффективности Mark 24 FIDO
| Количество атак с применением Mark 24 FIDO            | 264   |
| Количество сброшенных торпед                          | 340   |
| Количество сброшенных торпед против субмарин          | 204   |
| Количество атак, проведенных американской авиацией    | 142   |
| Количество атак, проведенных союзниками без учёта США | 62    |
| Германских субмарин потоплено                         | 31    |
| Германских субмарин повреждено                        | 15    |
| Японских субмарин потоплено                           | 6     |
| Японских субмарин повреждено                          | 3     |
| Всего субмарин потоплено/повреждено                   | 37/18 |

После войны FIDO оставалась на вооружении до 1948 года, затем была заменена более совершенными торпедами.